# Fort de Gagron
Le fort de Gagron (en hindi/rajasthani:  गागरोन का किला) est situé sur une colline dans le district de Jhalawar du Rajasthan, dans la région de Hadoti en Inde. C'est un exemple d'un fort de colline du Rajahstan,. Le fort a été construit par Bijaldev Singh Dod(un roi Rajput) au xiie siècle. Plus tard, le fort a également appartenu à Sher Shah et l'empereur mogol Akbar.Construit sur la confluence de la rivière Ahu et de la rivière Kali Sindh, le fort est entouré d'eau sur trois côtés et d'une douve sur le quatrième côté : il a donc pris le nom de Jaladurg (Hindi/Rajasthani: जलदुर्ग, traduction: Fort des Eaux). Il est inscrit au patrimoine mondial de l'UNESCO en 2013 au sein du groupe des forts des collines du Rajasthan.

## Histoire
Le fort de Gagron est construit probablement au xiie siècle(les historiens estiment que le fort a été construit entre le VIIe et le XIVe siècle) par le roi Bijaldev et sera gouverné par le royaume Khinchi pendant 300 ans.
Pendant la période médiévale, les dirigeants musulmans du Malva attaquent le fort de Gagron. Le sultan Hoshang Shah prend d'assaut le fort en 1423 avec une armée comprenant 30 000 cavaliers et 84 éléphants cavaliers. Le roi Achal Das Khinchi, sachant que sa défaite est inévitable, en raison des chiffres supérieurs du Sultan et de ses armes de meilleure qualité, ne se rend pas et combat jusqu'à la mort, comme le veut la tradition rajput. En outre, de nombreuses femmes ont effectué des jauhârs (immolations) pour éviter d'être prises captives par les forces du Sultan,. Finalement, le fort a vu 14 batailles et deux jauhârs de reines,.
Le fort a également été conquis par Sher Shah et Akbar. Akbar aurait également fait de ce fort un quartier-général et l'a ensuite donné à Prathviraj de Bikaner.

## Structures

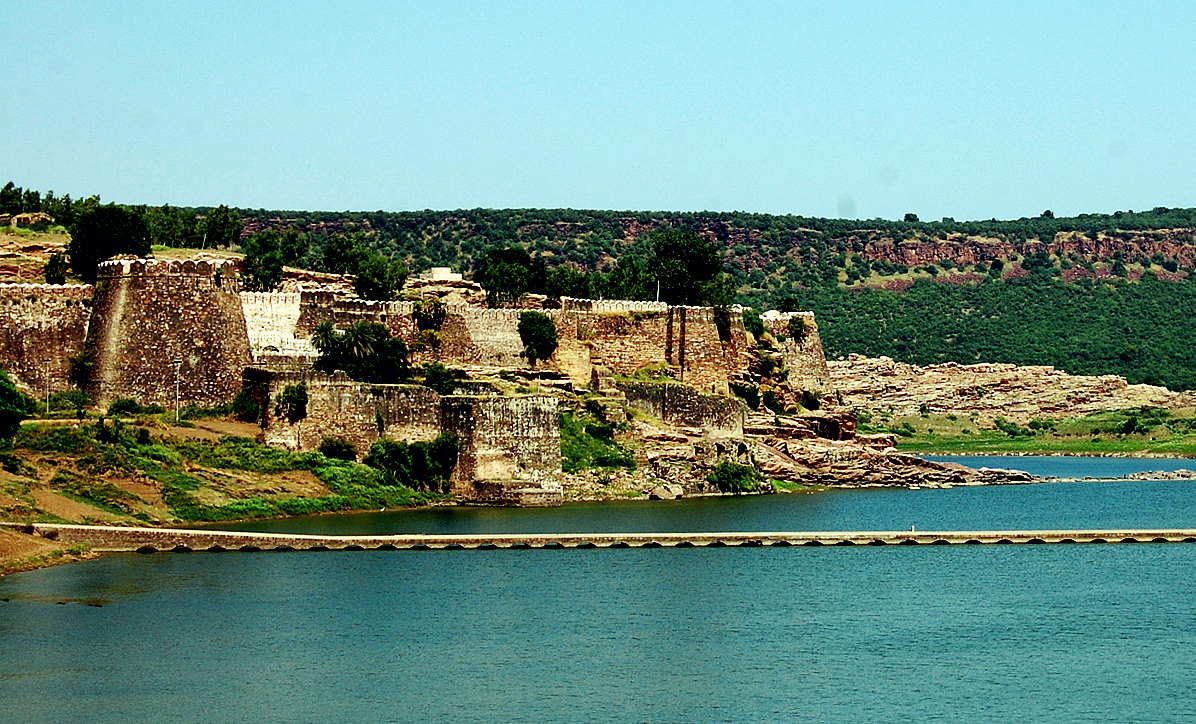
Fort de Gagron, le seul fort dans le nord de l'Inde entouré d'eau

Le fort Gagron, entouré d'eau sur trois côtés et d'une douve remplie d'eau sur le quatrième côté, est construit sur la confluence de la rivière Ahu et de la rivière Kali Sindh. Le fort dispose également de trois remparts contrairement aux forts traditionnels qui n'ont que deux. Les tours du fort se mêlent aux collines de Mukundara de la chaîne du Vindhya. La montagne dans laquelle le fort est assis forme la base du fort. Le fort a également deux entrées principales. Une porte mène vers la rivière, tandis que l'autre porte mène vers la route montagneuse.
Voici quelques sites importants du fort:
- Ganesh Pol
- Nakkarkhana
- Bhairavi Pol
- Polo Kishan
- Selekhana
- Dewan-i-Aam
- Diwan-e-Khas
- Janaana Mahal
- Madhusudan Mandir
- Rang Mahal

Un mausolée du saint soufi Mitthe Shah juste à l'extérieur du fort est le lieu d'une foire annuelle colorée tenue pendant le mois de Mouharram. Il y a aussi un monastère dédié à Pipaji à la confluence.

## Conservation
Six forts du Rajasthan, à savoir les forts d'Amber, Chittor, Gagron, Jaisalmer, Kumbhalgarh et Ranthambore, ont été inscrits sur la liste du patrimoine mondial de l’UNESCO lors de la 37e réunion du Comité du patrimoine mondial à Phnom Penh en juin 2013. Ils ont été reconnus comme un bien en série et des exemples de l'architecture des fortifications militaires rajput,,.